# Philippe Berubé
Philippe Berubé (* 4. Juni 1983 in Montreal) ist ein ehemaliger kanadischer Snowboarder. Er startete in den Paralleldisziplinen.

## Werdegang
Berubé startete im Dezember 1999 in Mont Sainte-Anne erstmals im Snowboard-Weltcup und errang dabei den 55. Platz im Riesenslalom. In den folgenden Jahren belegte er den Juniorenweltmeisterschaften 2000 in Berchtesgaden den 62. Platz im Parallel-Riesenslalom sowie den 16. Rang im Parallelslalom, bei den Juniorenweltmeisterschaften 2001 in Nassfeld  den 24. Platz im Parallelslalom sowie den siebten Rang im Parallel-Riesenslalom und bei den Juniorenweltmeisterschaften 2002 in Rovaniemi den 56. Platz im Snowboardcross sowie erneut den siebten Rang im Parallel-Riesenslalom. In der Saison 2002/03 wurde er Vierter in der Parallel-Wertung des Nor-Am-Cups und holte bei den Juniorenweltmeisterschaften 2003 in Prato Nevoso die Bronzemedaille im Parallel-Riesenslalom. In der folgenden Saison gewann er mit zwei ersten und je einem zweiten sowie dritten Platz, die Parallel-Wertung des Nor-Am-Cups. In der Saison 2004/05 erreichte er in Sölden mit dem 18. Platz im Parallel-Riesenslalom seine beste Platzierung im Weltcup und zum Saisonende mit dem 45. Platz im Parallel-Weltcup sein bestes Gesamtergebnis. Beim Saisonhöhepunkt, den Snowboard-Weltmeisterschaften 2005 in Whistler, kam er auf den 21. Platz im Parallel-Riesenslalom sowie auf den 12. Rang im Parallelslalom. In der folgenden Saison errang er erneut den 45. Platz im Parallel-Weltcup und bei seiner einzigen Olympiateilnahme im Februar 2006 in Turin den 29. Platz im Parallel-Riesenslalom. In der Saison 2006/07 siegte er viermal im Nor-Am-Cup und gewann damit die Parallel-Wertung. Bei den Snowboard-Weltmeisterschaften 2007 in Arosa belegte er den 36. Platz im Parallel-Riesenslalom und den 25. Rang im Parallelslalom. Seinen 39. und damit letzten Weltcup absolvierte er im März 2008 im Stoneham, welchen er auf dem 25. Platz im Parallel-Riesenslalom beendete.

## Teilnahmen an Weltmeisterschaften und Olympischen Winterspielen

### Olympische Winterspiele
- 2006 Turin: 29. Platz Parallel-Riesenslalom

### Snowboard-Weltmeisterschaften
- 2005 Whistler: 12. Platz Parallelslalom, 21. Platz Parallel-Riesenslalom
- 2007 Arosa: 25. Platz Parallelslalom, 36. Platz Parallel-Riesenslalom

## Weltcup-Gesamtplatzierungen
| Saison  | Gesamt | Gesamt | Parallel | Parallel |
| Saison  | Punkte | Platz  | Punkte   | Platz    |
| ------- | ------ | ------ | -------- | -------- |
| 2001/02 | -      | -      | 16       | 71.      |
| 2002/03 | -      | -      | 36       | 79.      |
| 2003/04 | -      | -      | 137      | 53.      |
| 2004/05 | -      | -      | 380      | 45.      |
| 2005/06 | 311    | 179.   | 311      | 45.      |
| 2006/07 | 24     | 270.   | 24       | 71.      |
| 2007/08 | 79     | 248.   | 79       | 61.      |